# Gang Jeong-ho
Gang Jeong-ho (kor. 강정호; ur. 16 grudnia 1938) – południowokoreański zapaśnik walczący w stylu wolnym. Olimpijczyk z Rzymu 1960, gdzie zajął szesnaste miejsce w kategorii do 62 kg.
Piąty na igrzyskach azjatyckich w 1958 roku.

## Letnie Igrzyska Olimpijskie 1960
| Konkurencja      | Rundy eliminacyjne        | Rundy eliminacyjne       | Rundy eliminacyjne        | Klas. końcowa |
| Konkurencja      | Przeciwnik I              | Przeciwnik II            | Przeciwnik III            | Miejsce       |
| ---------------- | ------------------------- | ------------------------ | ------------------------- | ------------- |
| 62 kg styl wolny | Stefanos Joanidis (GRE) P | Angelo Gelsomini (ITA) Z | Mohamed Khorasani (IRI) P | 16.           |